# Fouligny
Fouligny é uma comuna francesa na região administrativa de Grande Leste, no departamento de Mosela. Estende-se por uma área de 5,96 km². Em 2010 a comuna tinha 197 habitantes (densidade: 33,1 hab./km²).